# Vuohisaari (ö i Mellersta Finland, Äänekoski, lat 62,86, long 25,93)
Vuohisaari är en ö i Finland. Den ligger i sjön Keitele och i kommunen Äänekoski i den ekonomiska regionen  Äänekoski ekonomiska region  och landskapet Mellersta Finland, i den centrala delen av landet, 300 km norr om huvudstaden Helsingfors. Öns area är 9,4 hektar och dess största längd är 0,5 kilometer i nord-sydlig riktning.